# Tote pflastern seinen Weg
Tote pflastern seinen Weg (Originaltitel: Pronto ad uccidere) ist ein 1976 veröffentlichter Poliziottesco mit Ray Lovelock, Elke Sommer und Martin Balsam in den Hauptrollen von dem Regisseur Francesco Prosperi. Der Alternativtitel lautet Alles auf eine Karte.

## Handlung
Massimo Torlani ist ein junger römischer Polizist. Seitdem bei einem Raubüberfall seine Mutter zu einem Krüppel geschossen wurde, sinnt er auf Rache. Er wird beauftragt als verdeckter Ermittler zu arbeiten. Torlani überfällt einen Juwelier und wird hierbei verhaftet und muss sich im Gefängnis gegen Mithäftlinge behaupten. In einem Kampf kann er den berüchtigten Knastschläger Manolo besiegen. Torlani steigt in der Hierarchie des Gefängnis auf und lernt den Gangsterboss Giulianelli kennen, der den Ausbruch aus dem Gefängnis plant. Bavoso hatte das Revier von Giulianelli übernommen. Bei einem Ausbruch können Giulianelli und Torlani aus dem Gefängnis entkommen. Bavoso hatte Kenntnis von dem Ausbruchsversuch bekommen und zwei Killer auf Giulianelli angesetzt. Giulianelli wird bei einer Schießerei verletzt, aber Torlani gelingt es die beiden Killer zu töten. Zum Dank nimmt Giulianelli Torlani in seine Bande auf. Torlani kann in der Folge für Giulianelli Bavoso töten. Torlani möchte aber an die Hintermänner des organisierten Verbrechens gelangen. Giulianelli nimmt Torlani zu einem Mafiatreffen nach Genua mit. Hier trifft sich Giulianelli mit dem Paten Perroni. Torlani erkennt dabei, dass die beiden Verbrecher, die seine Mutter zum Krüppel gemacht haben, zur Bande von Perroni gehören. Die Sekretärin von Perroni beginnt mit Torlani ein Verhältnis. Giulianelli beauftragt Torlani einen LKW voller Drogen von Marseille nach Italien zu bringen. Auf der Fahrt wird Torlani von anderen Gangstern mehrfach angegriffen. Es gelingt ihm seine Gegner auszuschalten und den LKW zum Treffpunkt zu bringen, wo sich herausstellen sollte, dass Perronis Leute den LKW überfallen wollen. Beim Treffpunkt erscheint Perroni und will Torlani umbringen. Seine Sekretärin erschießt Perroni und eröffnet Torlani daraufhin, dass ihr bekannt sei, dass er ein verdeckter Ermittler sei. Torlani fährt mit ihr zu Giulianelli nach Sanremo. Die Drogen werden auf Giulianellis Yacht verladen. Nach deren Auslaufen aus dem Hafen wird Giulianelli festgenommen. Torlani fährt zur Villa von Perone, um sich an den beiden Killern, die seine Mutter zum Krüppel geschossen haben, zu rächen. Als er eintrifft, sind die Männer bereits tot. In einem Wagen flüchtet Perronis Sekretärin.

## Wissenswertes
- Der Hauptdarsteller Ray Lovelock sang den Titelsong selbst ein.
- Im Film ist ein Spiel zwischen dem AS Rom und Lazio Rom zu sehen. Bei dem Spiel kam es zu schweren Fanausschreitungen, die teilweise im Film zu sehen sind.
- Die stark gekürzte Videofassung hatte eine Laufzeit von nur knapp 71 Minuten und war deutlich kürzer als die Kinofassung. Auf DVD (bei New) erschien eine ungekürzte Fassung, bei der die in der Kinoversion nicht enthaltenen Szenen mit Untertiteln versehen wurden.
- In dem 1977 veröffentlichten Film Gangbuster werden ganze Sequenzen aus Tote pflastern seinen Weg verwendet.

## Kritik
- Das Lexikon des internationalen Films befand: „Reißerische Mischung aus Gangster- und Polizeifilm, in der der Polizist sich nur dadurch vom Verbrecher unterscheidet, daß er auf der anderen Seite steht.“[1]

- Die Filmzeitschrift Cinema schrieb: „Der obskure, lange nicht mehr gezeigte Thriller ist ein Highlight im Genre des Italo-Gangsterfilms. Fazit: Überm Durchschnitt: hart und spannend.“[2]

- „Franco Prosperis Polizeifilm, der auch Motive eines Revengemovies verarbeitet, ist ein echtes Juwel. Ein ausgesprochen unbekümmerter und stillsicherer Genrefilm.“[3]

- Schnittberichte.com urteilte: „Mit ‘Pronto ad Uccidere’ schuf Regisseur Franco Prosperi einen der besten italienischen Gangster- und Polizeifilme der 70er. An diesem Film stimmt einfach alles. Seien es die wunderbaren Darsteller, der zunächst vielleicht gewöhnungsbedürftige, aber im Nachhinein erstklassige Score, oder die perfekt choreografierten Actionszenen“[4]